# Gordon Odametey
Gordon Odametey (* 20. Jahrhundert in Beje Wo Ahumi, Ghana) ist ein Percussionist aus Ghana, der in Deutschland lebt.

## Biografie
Gordon Odametey wurde in dem Dorf „Beje Wo Ahumi“ geboren. Er stammt aus einer Familie, aus der viele Trommler und Tänzer hervorgegangen sind. Er gab Trommelunterricht in einer Trommelschule in der Nähe von Accra. Seit 1985 lebt Gordon Odametey in Deutschland. Er spielte unter anderem mit No Fears, Bibiba, Root B. Tama, The World Music Orchestra, Mustapha Tettey Addy und Aja Addy.
Mit der Band Ogidi Gidi, die er 1987 gründete, spielte er als Vorgruppe von Black Uhuru und The Wailers. Seit 2006 begleitet er die Afrobeat Academy, die mit Adé Bantu tourt.